# Liste des titres musicaux numéro un au Royaume-Uni en 1990
Cette page liste les titres classés no 1 des ventes de disques au Royaume-Uni pour l'année 1990 selon The Official Charts Company.
Les classements hebdomadaires sont issus des 100 meilleures ventes de singles (UK Singles Chart) et des 75 meilleures ventes d'albums (UK Albums Chart). Ils sont dévoilés le dimanche.

## Classement des singles
| №  | Date         | Artiste                | Titre                                            | Référence |
| -- | ------------ | ---------------------- | ------------------------------------------------ | --------- |
| 1  | 7 janvier    | New Kids on the Block  | Hangin' Tough                                    |           |
| 2  | 14 janvier   | New Kids on the Block  | Hangin' Tough                                    |           |
| 3  | 21 janvier   | Kylie Minogue          | Tears on My Pillow                               |           |
| 4  | 28 janvier   | Sinéad O'Connor        | Nothing Compares 2 U                             |           |
| 5  | 4 février    | Sinéad O'Connor        | Nothing Compares 2 U                             |           |
| 6  | 11 février   | Sinéad O'Connor        | Nothing Compares 2 U                             |           |
| 7  | 18 février   | Sinéad O'Connor        | Nothing Compares 2 U                             |           |
| 8  | 25 février   | Beats International    | Dub Be Good to Me                                |           |
| 9  | 4 mars       | Beats International    | Dub Be Good to Me                                |           |
| 10 | 11 mars      | Beats International    | Dub Be Good to Me                                |           |
| 11 | 18 mars      | Beats International    | Dub Be Good to Me                                |           |
| 12 | 25 mars      | Snap!                  | The Power                                        |           |
| 13 | 1er avril    | Snap!                  | The Power                                        |           |
| 14 | 8 avril      | Madonna                | Vogue                                            |           |
| 15 | 15 avril     | Madonna                | Vogue                                            |           |
| 16 | 22 avril     | Madonna                | Vogue                                            |           |
| 17 | 29 avril     | Madonna                | Vogue                                            |           |
| 18 | 6 mai        | Adamski feat. Seal     | Killer                                           |           |
| 19 | 13 mai       | Adamski feat. Seal     | Killer                                           |           |
| 20 | 20 mai       | Adamski feat. Seal     | Killer                                           |           |
| 21 | 27 mai       | Adamski feat. Seal     | Killer                                           |           |
| 22 | 3 juin       | New Order              | World in Motion                                  |           |
| 23 | 10 juin      | New Order              | World in Motion                                  |           |
| 24 | 17 juin      | Elton John             | Sacrifice / Healing Hands                        |           |
| 25 | 24 juin      | Elton John             | Sacrifice / Healing Hands                        |           |
| 26 | 1er juillet  | Elton John             | Sacrifice / Healing Hands                        |           |
| 27 | 8 juillet    | Elton John             | Sacrifice / Healing Hands                        |           |
| 28 | 15 juillet   | Elton John             | Sacrifice / Healing Hands                        |           |
| 29 | 22 juillet   | Partners in Kryme (en) | Turtle Power!                                    |           |
| 30 | 29 juillet   | Partners in Kryme (en) | Turtle Power!                                    |           |
| 31 | 5 août       | Partners in Kryme (en) | Turtle Power!                                    |           |
| 32 | 12 août      | Partners in Kryme (en) | Turtle Power!                                    |           |
| 33 | 19 août      | Bombalurina (en)       | Itsy Bitsy Teenie Weenie Yellow Polka Dot Bikini |           |
| 34 | 26 août      | Bombalurina (en)       | Itsy Bitsy Teenie Weenie Yellow Polka Dot Bikini |           |
| 35 | 2 septembre  | Bombalurina (en)       | Itsy Bitsy Teenie Weenie Yellow Polka Dot Bikini |           |
| 36 | 9 septembre  | Steve Miller Band      | The Joker                                        |           |
| 37 | 16 septembre | Steve Miller Band      | The Joker                                        |           |
| 38 | 23 septembre | Maria McKee            | Show Me Heaven                                   |           |
| 39 | 30 septembre | Maria McKee            | Show Me Heaven                                   |           |
| 40 | 7 octobre    | Maria McKee            | Show Me Heaven                                   |           |
| 41 | 14 octobre   | Maria McKee            | Show Me Heaven                                   |           |
| 42 | 21 octobre   | The Beautiful South    | A Little Time                                    |           |
| 43 | 28 octobre   | The Righteous Brothers | Unchained Melody                                 |           |
| 44 | 4 novembre   | The Righteous Brothers | Unchained Melody                                 |           |
| 45 | 11 novembre  | The Righteous Brothers | Unchained Melody                                 |           |
| 46 | 18 novembre  | The Righteous Brothers | Unchained Melody                                 |           |
| 47 | 25 novembre  | Vanilla Ice            | Ice Ice Baby                                     |           |
| 48 | 2 décembre   | Vanilla Ice            | Ice Ice Baby                                     |           |
| 49 | 9 décembre   | Vanilla Ice            | Ice Ice Baby                                     |           |
| 50 | 16 décembre  | Vanilla Ice            | Ice Ice Baby                                     |           |
| 51 | 23 décembre  | Cliff Richard          | Saviour's Day                                    |           |
| 52 | 30 décembre  | Iron Maiden            | Bring Your Daughter... to the Slaughter          |           |

## Classement des albums
| №  | Date         | Artiste                                           | Titre                            | Référence |
| -- | ------------ | ------------------------------------------------- | -------------------------------- | --------- |
| 1  | 7 janvier    | Phil Collins                                      | ...But Seriously                 |           |
| 2  | 14 janvier   | Phil Collins                                      | ...But Seriously                 |           |
| 3  | 21 janvier   | The Christians                                    | Colour                           |           |
| 4  | 28 janvier   | Phil Collins                                      | ...But Seriously                 |           |
| 5  | 4 février    | Phil Collins                                      | ...But Seriously                 |           |
| 6  | 11 février   | Phil Collins                                      | ...But Seriously                 |           |
| 7  | 18 février   | Phil Collins                                      | ...But Seriously                 |           |
| 8  | 25 février   | Phil Collins                                      | ...But Seriously                 |           |
| 9  | 4 mars       | Phil Collins                                      | ...But Seriously                 |           |
| 10 | 11 mars      | Phil Collins                                      | ...But Seriously                 |           |
| 11 | 18 mars      | Sinéad O'Connor                                   | I Do Not Want What I Haven't Got |           |
| 12 | 25 mars      | David Bowie                                       | Changesbowie                     |           |
| 13 | 1er avril    | The Carpenters                                    | Only Yesterday                   |           |
| 14 | 8 avril      | The Carpenters                                    | Only Yesterday                   |           |
| 15 | 15 avril     | Fleetwood Mac                                     | Behind the Mask                  |           |
| 16 | 22 avril     | The Carpenters                                    | Only Yesterday                   |           |
| 17 | 29 avril     | The Carpenters                                    | Only Yesterday                   |           |
| 18 | 6 mai        | The Carpenters                                    | Only Yesterday                   |           |
| 19 | 13 mai       | The Carpenters                                    | Only Yesterday                   |           |
| 20 | 20 mai       | The Carpenters                                    | Only Yesterday                   |           |
| 21 | 27 mai       | Soul II Soul                                      | Vol. II: 1990 - A New Decade     |           |
| 22 | 3 juin       | Soul II Soul                                      | Vol. II: 1990 - A New Decade     |           |
| 23 | 10 juin      | Soul II Soul                                      | Vol. II: 1990 - A New Decade     |           |
| 24 | 17 juin      | Luciano Pavarotti                                 | The Essential Pavarotti          |           |
| 25 | 24 juin      | New Kids on the Block                             | Step by Step                     |           |
| 26 | 1er juillet  | Luciano Pavarotti                                 | The Essential Pavarotti          |           |
| 27 | 8 juillet    | Luciano Pavarotti                                 | The Essential Pavarotti          |           |
| 28 | 15 juillet   | Luciano Pavarotti                                 | The Essential Pavarotti          |           |
| 29 | 22 juillet   | Elton John                                        | Sleeping with the Past           |           |
| 30 | 29 juillet   | Elton John                                        | Sleeping with the Past           |           |
| 31 | 5 août       | Elton John                                        | Sleeping with the Past           |           |
| 32 | 12 août      | Elton John                                        | Sleeping with the Past           |           |
| 33 | 19 août      | Elton John                                        | Sleeping with the Past           |           |
| 34 | 26 août      | Prince                                            | Graffiti Bridge                  |           |
| 35 | 2 septembre  | Luciano Pavarotti, Plácido Domingo, José Carreras | In Concert                       |           |
| 36 | 9 septembre  | George Michael                                    | Listen Without Prejudice Vol. 1  |           |
| 37 | 16 septembre | Luciano Pavarotti, Plácido Domingo, José Carreras | In Concert                       |           |
| 38 | 23 septembre | Luciano Pavarotti, Plácido Domingo, José Carreras | In Concert                       |           |
| 39 | 30 septembre | Luciano Pavarotti, Plácido Domingo, José Carreras | In Concert                       |           |
| 40 | 7 octobre    | Luciano Pavarotti, Plácido Domingo, José Carreras | In Concert                       |           |
| 41 | 14 octobre   | The Charlatans                                    | Some Friendly                    |           |
| 42 | 21 octobre   | Paul Simon                                        | The Rhythm of the Saints         |           |
| 43 | 28 octobre   | Paul Simon                                        | The Rhythm of the Saints         |           |
| 44 | 4 novembre   | Elton John                                        | The Very Best of Elton John      |           |
| 45 | 11 novembre  | Elton John                                        | The Very Best of Elton John      |           |
| 46 | 18 novembre  | Madonna                                           | The Immaculate Collection        |           |
| 47 | 25 novembre  | Madonna                                           | The Immaculate Collection        |           |
| 48 | 2 décembre   | Madonna                                           | The Immaculate Collection        |           |
| 49 | 9 décembre   | Madonna                                           | The Immaculate Collection        |           |
| 50 | 16 décembre  | Madonna                                           | The Immaculate Collection        |           |
| 51 | 23 décembre  | Madonna                                           | The Immaculate Collection        |           |
| 52 | 30 décembre  | Madonna                                           | The Immaculate Collection        |           |

## Meilleures ventes de l'année
La meilleure vente annuelle de singles est réalisée par Unchained Melody interprété par The Righteous Brothers et sorti à l'origine en 1965. Son utilisation dans la bande originale du film Ghost a remis la chanson au goût du jour puisque 840 000 britanniques l'ont achetée en 1990. La deuxième place est occupée par Nothing Compares 2 U interprétée par Sinéad O'Connor (et écrite par Prince en 1984) qui s'est vendue à 671 000 exemplaires. En troisième position se trouve un single double face A, Sacrifice / Healing Hands, d'Elton John qui s'est écoulé à 649 000 exemplaires. Ice Ice Baby de Vanilla Ice est quatrième (586 000 ventes) et Killer d'Adamski accompagné par Seal est cinquième (537 000 ventes).
| Singles | Albums |
| --- | --- |
| 1. The Righteous Brothers – Unchained Melody 2. Sinéad O'Connor - Nothing Compares 2 U 3. Elton John – Sacrifice / Healing Hands 4. Vanilla Ice - Ice Ice Baby 5. Adamski feat. Seal - Killer 6. Maria McKee - Show Me Heaven 7. Beats International - Dub Be Good to Me 8. Madonna - Vogue 9. New Order - World in Motion 10. Snap! - The Power | 1. Madonna – The Immaculate Collection 2. Pavarotti, Domingo, Carreras - In Concert 3. Luciano Pavarotti - The Essential Pavarotti 4. The Carpenters - Only Yesterday 5. Elton John - The Very Best of Elton John 6. George Michael - Listen Witout Prejudice Vol. 1 7. Sinéad O'Connor - I Do Not Want What I Haven't Got 8. Soul II Soul - Volume II: 1990 - A New Decade 9. Michael Bolton - Soul Provider 10. New Kids on the Block - Step by Step |